# Robert de Turlande
Robert de Turlande, né vers 1001 à Paulhenc (actuel Cantal) et mort le 17 avril 1067 à La Chaise-Dieu (actuelle Haute-Loire), est un cadet de famille noble d'Auvergne, entré dans les ordres en 1026. 
Petit homme « maigre et grêle de forme » sujet aux maladies, et cependant homme d'action, Robert de Turlande est attiré par la vie érémitique : il est le fondateur en 1043 de l'abbaye de la Chaise-Dieu, qui devient très vite un centre important de l'ordre bénédictin, après l'abbaye de Cluny.
Canonisé dès 1070, il est connu comme saint Robert de la Chaise-Dieu ou saint Robert de Turlande et est aujourd'hui fêté le 17 avril par l'Église catholique. 

## Biographie

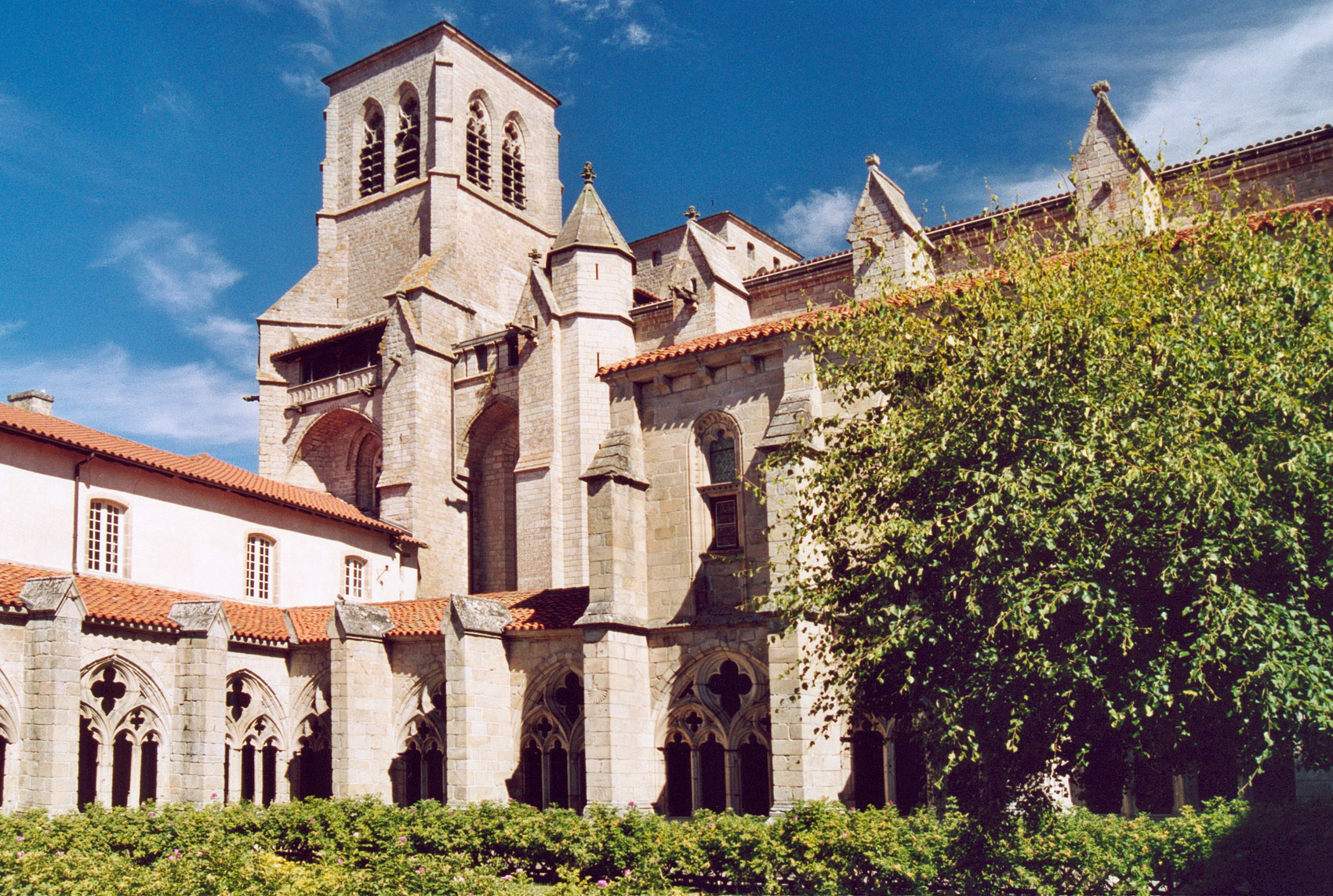
Le cloître de l'abbaye de la Chaise-Dieu.

### Origines familiales et formation
Cadet d'une famille nombreuse, il est le fils de Géraud, seigneur de Turlande, châtellenie relevant à l'époque de la vicomté de Carlat, fief détenu par l'abbaye d'Aurillac.
Sa mère est Raingarde, sœur de l'évêque de Clermont Rencon, apparentée aux Montclard, famille de la région de Mauriac.
En 1018, Robert est confié aux chanoines du chapitre de Saint-Julien de Brioude.

### Carrière initiale
En 1026, il devient chanoine  et est ordonné prêtre. 
Il fait élever un hôpital pour les pauvres et les pèlerins qui affluent à la basilique Saint-Julien. 
Insatisfait de la vie de chanoine, il entreprend un voyage au Mont Cassin, siège de la principale abbaye bénédictine, pour y étudier la règle de saint Benoît.
Son biographe, dom Genoux rapporte que, revenu sur les hautes terres de sa jeunesse, recherchant plus que jamais la pauvreté et la solitude, il choisit d'y mener une vie érémitique, loin du monde et près de Dieu.

### Fondation de lacasa Dei(1043)
Le 28 décembre 1043, assisté de deux chevaliers pénitents, Étienne de Chaliers et Dalmas, il s'installe et prend possession du territoire environnant une chapelle en ruine appelée Casota, située dans une clairière de la forêt livradoise près de la Dore et de la Senouire. 
C'est un lieu d'altitude élevée (1 088 m), au climat rude, infertile, enneigé une grande partie de l'année. Il le nomme en latin casa Dei (« petite maison de Dieu »), nom qui est francisé en « la chaise Dieu »

### Développement de la fondation (1043-1067)
En 1050, les travaux de construction du monastère sont terminés. Cautionné par son oncle Rencon, évêque de Clermont, Robert obtient en 1052 du roi Henri Ier un diplôme qui place les supérieurs de l'abbaye de la Chaise-Dieu sous la juridiction royale.
Jusqu'à sa mort en 1067, Robert de Turlande fait preuve d'une activité inlassable, créant de nombreux établissement dans les montagnes du Massif central : au total une cinquantaine de foyers de prière et d'apostolat.

### Mort et funérailles
Il meurt à la Chaise-Dieu le 17 avril 1067.
À l'annonce de sa mort, les pèlerins accourent en foule pour vénérer sa dépouille. Ils sont si nombreux que les funérailles ne peuvent avoir lieu que le 24 avril. 

### Canonisation
Très rapidement, il est célébré comme un saint. Il est canonisé par le pape Alexandre II qui, en 1070, ordonne la célébration de sa fête le 24 avril.